# Невидимото дете
„Невидимото дете“ (оригинално заглавие на шведски: Det osynliga barnet), е шестата книга от поредицата за муминтролите на финландската писателка Туве Янсон. Публикувана за първи път през 1962 година. За разлика от останалите книги в поредицата, които са романи, „Невидимото дете“ е сборник разкази.